# Composition des équipes au Championnat du monde masculin de handball 2021
Cet article liste les compositions des équipes qualifiées au Championnat du monde 2021 organisé en Égypte du 13 au 31 janvier 2021. 
Le club, le nombre de sélections et le nombre de buts sont ceux avant la compétition.

## Modalités de sélection
Après une saison 2019/20 arrêtée au printemps en conséquence de la pandémie de Covid-19, la saison 2020/21 a pu reprendre mais reste perturbée par les cas de Covid-19 et puisqu'elle est particulièrement chargée au niveau international avec, outre ce Championnat du monde, les qualifications olympiques et les Jeux olympiques reportés d'une année, l'IHF a décidé en septembre 2020 d'autoriser les équipes à avoir un plus grand nombre de joueurs à leur disposition,. Alors que chaque équipe était précédemment composée de 16 joueurs avec une limite de trois changements pendant la compétition, l'IHF a autorisé les modifications suivantes :
- chaque équipe est autorisée à emmener 20 joueurs en Égypte. Les feuilles de match comportent toujours 16 joueurs mais jusqu'à la veille de chaque match, les entraîneurs ont la possibilité de choisir comme bon leur semble parmi les 20 joueurs présents pour établir leur feuille de match .
- au lieu d'un groupe élargi de 28 joueurs dans lesquels les entraîneurs pouvaient piocher pour réaliser leurs trois changements, la liste prévisionnelle passe à 35 joueurs et cinq changements peuvent être effectués pendant la compétition.

Ainsi, jusqu'à 25 joueurs par équipe peuvent participer à la compétition.